# Shaka (gesto)

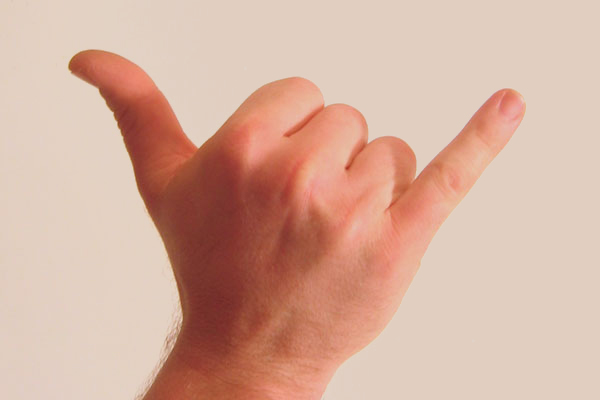
Gesto shaka

Shaka [šaka] je slovo a gesto, jímž se prý zdravili obyvatelé Havaje už koncem 19. století. Od 60. let 20. století se používá obecně mezi surfery a downhill skateboardisty jako pozdrav nebo jako znamení toho, že je všechno v pořádku.
Typickým gestem je zaťatá pěst s palcem a malíčkem zvednutým. Toto gesto se však obecně používá i pro označení telefonu či telefonování.